# Frankfurti béke
A frankfurti béke az 1870–1871. évi porosz–francia háborút lezáró békeszerződés, amely 1871. május 10-én jött létre a Majna-menti Frankfurtban, Otto von Bismarck herceg német birodalmi kancellár és Jules Favre francia külügyminiszter között. A béke feltételei megegyeztek a megelőző versailles-i fegyverszünet feltételeivel. Ezek szerint Franciaország lemondott a Német Birodalom javára Elzászról és Lotaringiáról, és 5 milliárd aranyfrank hadisarc fizetésére kötelezte magát. Megállapították továbbá a fizetés módját, a hadisarc végleges kifizetéséig Franciaország bizonyos területeinek további megszállását, és rendezték a kereskedelmi viszonyokat.

Az új határ

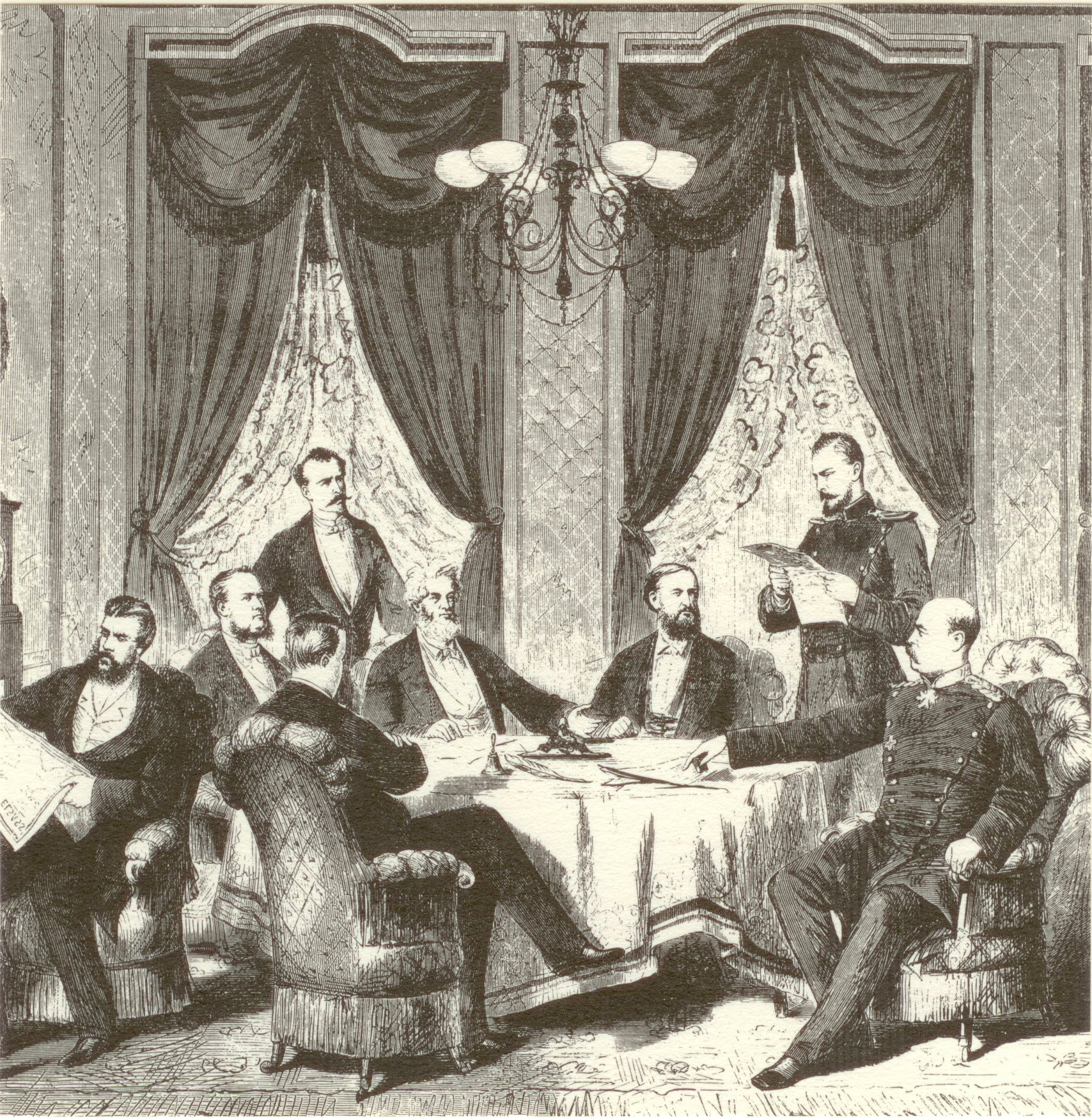
Béketárgyalások a Hattyúhoz (Zum Schwan) címzett frankfurti szállodában (korabeli fametszet)
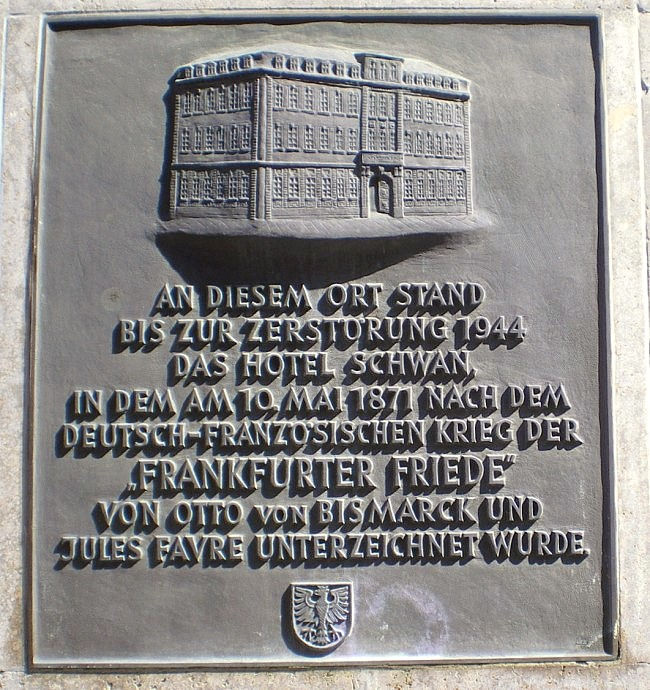
A békekötés emléktáblája a Hattyú szálloda épületén
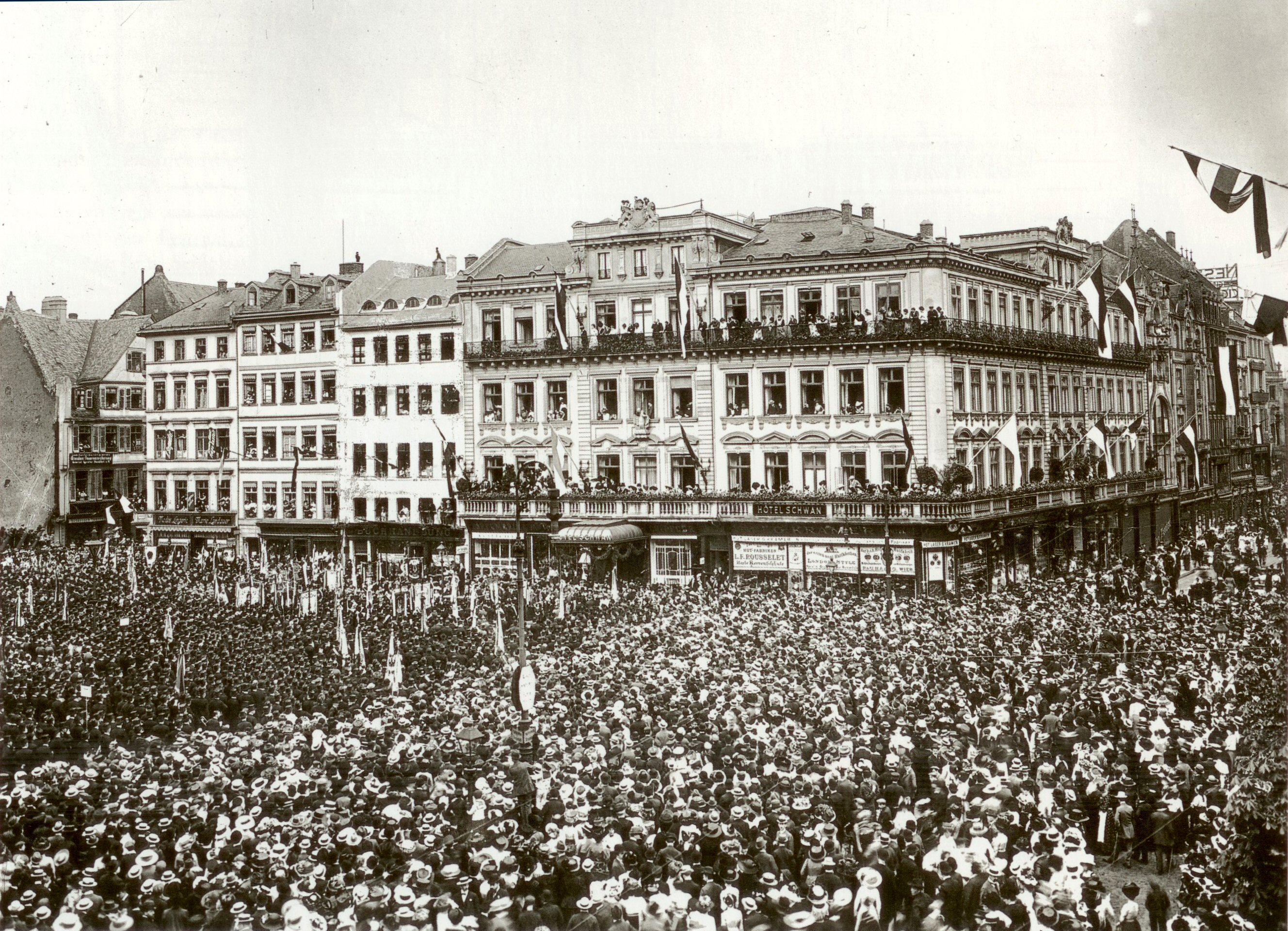
A sedani győzelem 25. évfordulójának ünneplése a Hattyú szálloda előtt (1895)